# Armenaco
Armenaco (em latim: Armenacus) ou Aramaneaque (em armênio: Արամանեակ; romaniz.: Aramaneak) foi um lendário patriarca armênio (naapetes). De acordo com a tradição armênia, preservada principalmente na história de Moisés de Corene, era filho de Haico, o primeiro patriarca dos armênios.

## Nome
A iranóloga Anahit Perikhanian derivou Armenaco do meda médio Aramani (*Arāmanī) + -ակ (-ak), do proto-iraniano Ramani (*Rāma(n)-nī-, "trazendo paz/alegria") ou Ramamania (*Rāma-manya-, "possuindo calma/humor alegre"), que derivaram de Rama (*Rāma-, "alegria, paz"). Hračʻya Ačaṙyan propôs que tenha sido um nome totalmente inventado por Moisés de Corene.

## Narrativa
Segundo Moisés de Corene, em sua História da Armênia, Armenaco era filho de Haico, o primeiro patriarca da Armênia, e irmão de Cor e Manavazo. Alega-se ainda que era pai de Arameis e Cadmo. Moisés se contradiz sobre seu nascimento, alegando, em pontos diferentes do texto, que nasceu na Babilônia antes ou depois da eventual confrontação entre Haico e o rei Belo. No primeiro relato, Armenaco e seu filho Cadmo fugiram da Babilônia à planície de Ararate, onde Haico fundou uma residência para seu neto. Belo os atacaria e seria derrotado e morto em Haiots Zor (lit. "vale dos armênios"). Armenaco sucedeu seu pai no comando dos armênios e como sua primeira ordem, legou a seus irmãos Cor e Manavazo Arquena, um dos cantões da província da Turuberânia. Depois, marchou para nordeste, onde desceu para um vale profundo cercado por altos picos de montanhas, através dos quais um rio tumultuoso fluía do oeste. Aos pés das montanhas jorravam muitos riachos límpidos, que se juntavam para formar rios suaves. Armenaco viveria até o fim de seus dias, anos depois, do cultivo da terra dessa planície e seria sucedido por seu filho Arameis. Seu parente distante, Anuxavã Savessanuer, neto de Ara, o Belo, seria incumbido anos depois com o culto aos plátanos de Armenaco, em Armavir.